# DuckDuckGo
A DuckDuckGo egy internetes kereső, mely fontosnak tartja a felhasználók személyes adatainak a védelmét, illetve kerüli a személyre szabott keresési eredményeket. A DuckDuckGo abban különbözik a többi keresőeszköztől, hogy nem kategorizálja a felhasználóit, hanem ugyanarra a kifejezésre valamennyi felhasználójának ugyanazokat a találatokat jeleníti meg. A DuckDuckGo kihangsúlyozza, hogy az információkat a legjobb forrásokból szerzi, így a találatait a főbb közösségi fejlesztésű oldalakról, például a Wikipédiáról szerzi, illetve együttműködik más keresőeszközökkel, mint például a Yandex, Yahoo!, Bing és Yummly.
A cég központja Paoliban, az Egyesült Államokban található, és 55 alkalmazottja van. A cég neve a Duck, duck, goose nevű gyerekjátékból ered.
A forráskód egy része szabadon elérhető a GitHubon Apache Licenc 2.0 alatt, azonban a kód magja szerzői jogvédelem alatt áll. 2014. május 21-én egy új verzió jelent meg, mely az intelligensebb válaszokra, illetve a felhasználóbarátabb külsőre fókuszált. A új verzióban régóta várt funkciók jelentek meg, mint például a képkereső, helyi keresés, keresési javaslatok, és még sok más.
2014. szeptember 18-án az Apple hozzáadta a Safari böngészőhöz, mint választható keresőeszközt, 2014. november 10-én pedig a Mozilla is hozzáadta a Firefoxhoz. 2016. május 30-án a Tor böngésző alapértelmezett keresője lett.
2021 januárjában elérték a 100 millió közvetlen napi lekérdezést

## Fordítás
- Ez a szócikk részben vagy egészben  a   DuckDuckGo című angol Wikipédia-szócikk ezen változatának fordításán alapul.  Az eredeti cikk szerkesztőit annak laptörténete sorolja fel. Ez a jelzés csupán a megfogalmazás eredetét és a szerzői jogokat jelzi, nem szolgál a cikkben szereplő információk forrásmegjelöléseként.